# Gunna

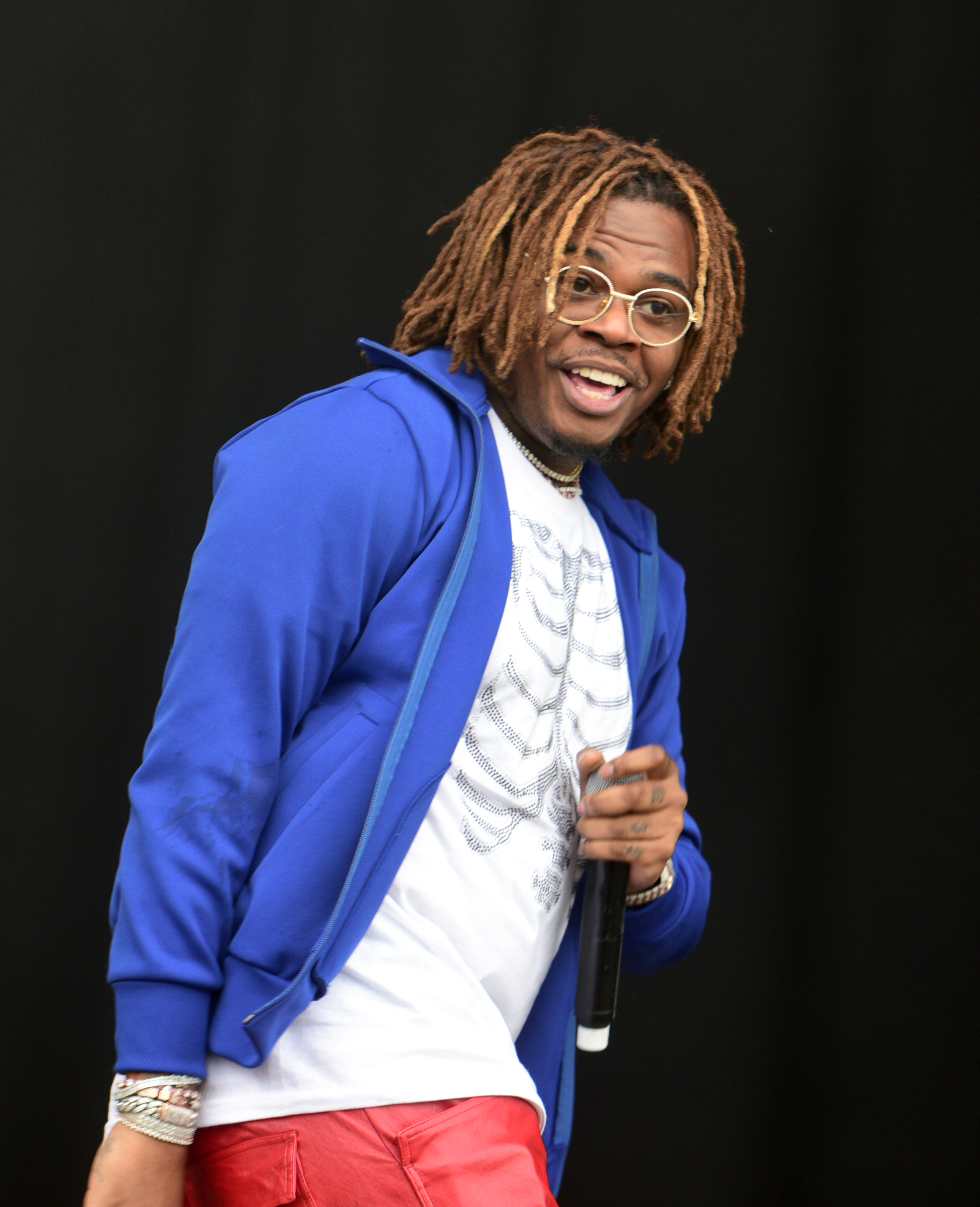
Gunna beim Openair Frauenfeld 2019

Gunna (* 14. Juni 1993 in College Park, Georgia; eigentlich Sergio Giavanni Kitchens) ist ein US-amerikanischer Rapper.

## Biografie
Sergio Kitchens wuchs in College Park im Großraum Atlanta auf. Als Teenager fing er an zu rappen, aber erst als er Mitte der 2010er Young Thug kennenlernte und sich mit ihm anfreundete, entstand eine ernsthafte Musikkarriere. Auf dem Track Floyd Mayweather, 2016 ein kleinerer R&B-Hit für Young Thug, gab er als Gast sein Debüt neben Travis Scott und Gucci Mane. Young Thug nahm ihn bei seinem Label YSL Records unter Vertrag und noch im selben Jahr erschien sein erstes Mixtape Drip Season. Es dauerte aber zwei weitere Jahre bis zum dritten Tape der Reihe, bis endlich der Durchbruch kam. Drip Season 3 brachte ihm im Februar 2018 die erste Chartplatzierung. Von da an ging es steil nach oben. Im Oktober veröffentlichte er mit Lil Baby zusammen das Mixtape Drip Harder, das Platz 4 der US-Albumcharts erreichte und international erfolgreich war. Der Song Drip Too Hard kam in den Hot 100 ebenfalls auf Platz 4 und bekam fünf Platin-Auszeichnungen. Never Recover mit Beteiligung von Drake brachte ein weiteres Mal Platin und Platz 15 in den Charts.
Im Februar 2019 hatte Gunna sein erstes eigenes Studioalbum fertiggestellt. Drip or Drown 2 – der Titel knüpft an eine EP aus dem Jahr 2017 an – stieg nach Veröffentlichung auf Platz 3 der US-Charts ein. Erneut war es auch international ein Erfolg, es kam in den britischen Charts auf Platz 24 und kam unter anderem auch in der Schweiz und Österreich in die Charts. Allerdings nicht in Deutschland, dort brachte ihm ein Gastbeitrag bei On Time vom deutschen Rapper Ufo361 erstmals eine Platzierung. Sein zweites eigenes Studioalbum Wunna erschien am 22. Mai 2020 und beinhaltet Kollaborationen mit den Rappern Travis Scott, Young Thug, Lil Baby, Roddy Ricch, Future, Nav und Lil Uzi Vert. Wunna erreichte die Spitze der US Billboard 200. Am 14. August 2020 veröffentlichte Gunna gemeinsam mit dem amerikanischen Produzentenkollektiv Internet Money und den Künstlern Don Toliver und Nav den Song Lemonade, welcher in den US Billboard Top 100 den 6. Platz erreichen konnte. Auch in Deutschland erreichte der Song die Top 10 der Charts.

## Diskografie
Studioalben

| Jahr | Titel Musiklabel           | Höchstplatzierung, Gesamtwochen, AuszeichnungChartplatzierungen (Jahr, Titel, Musiklabel, Platzierungen, Wochen, Auszeichnungen, Anmerkungen) | Höchstplatzierung, Gesamtwochen, AuszeichnungChartplatzierungen (Jahr, Titel, Musiklabel, Platzierungen, Wochen, Auszeichnungen, Anmerkungen) | Höchstplatzierung, Gesamtwochen, AuszeichnungChartplatzierungen (Jahr, Titel, Musiklabel, Platzierungen, Wochen, Auszeichnungen, Anmerkungen) | Höchstplatzierung, Gesamtwochen, AuszeichnungChartplatzierungen (Jahr, Titel, Musiklabel, Platzierungen, Wochen, Auszeichnungen, Anmerkungen) | Höchstplatzierung, Gesamtwochen, AuszeichnungChartplatzierungen (Jahr, Titel, Musiklabel, Platzierungen, Wochen, Auszeichnungen, Anmerkungen) | Anmerkungen                                                |
| Jahr | Titel Musiklabel           | DE | AT | CH | UK | US | Anmerkungen                                                |
| ---- | -------------------------- | --- | --- | --- | --- | --- | ---------------------------------------------------------- |
| 2019 | Drip or Drown 2 YSL • 300  | — | AT74 (1 Wo.)AT | CH32 (2 Wo.)CH | UK24 (2 Wo.)UK | US3 Gold · (50 Wo.)US | Erstveröffentlichung: 22. Februar 2019 Verkäufe: + 500.000 |
| 2020 | Wunna YSL • 300            | DE26 (3 Wo.)DE | AT9 (3 Wo.)AT | CH4 (7 Wo.)CH | UK5 Silber · (6 Wo.)UK | US1 Gold · (73 Wo.)US | Erstveröffentlichung: 22. Mai 2020 Verkäufe: + 592.500     |
| 2022 | DS4Ever YSL • 300          | DE14 (3 Wo.)DE | AT5 (5 Wo.)AT | CH4 (3 Wo.)CH | UK4 Silber · (8 Wo.)UK | US1 (91 Wo.)US | Erstveröffentlichung: 7. Januar 2022 Verkäufe: + 67.500    |
| 2023 | A Gift & a Curse YSL • 300 | DE36 (2 Wo.)DE | AT18 (2 Wo.)AT | CH7 (5 Wo.)CH | UK9 Silber · (5 Wo.)UK | US3 (43 Wo.)US | Erstveröffentlichung: 16. Juni 2023 Verkäufe: + 67.500     |
| 2024 | One of Wun YSL • 300       | DE26 (4 Wo.)DE | AT8 (4 Wo.)AT | CH4 (10 Wo.)CH | UK4 Silber · (11 Wo.)UK | US2 (… Wo.)US | Erstveröffentlichung: 10. Mai 2024 Verkäufe: + 60.000      |